# Andrej Šporn
Andrej Šporn, slovenski alpski smučar, * 1. december 1981, Kranjska Gora. 
Po poklicu je diplomirani organizator informatik. Naslov njegove diplomske naloge: Računalniško modeliranje znanja za ocenjevanje smukaških tekmovalnih smuči.
Andrej Šporn je svojo kariero začel kot slalomist. Poleg slaloma je vedno kazal velik talent tudi v obeh hitrih disciplinah: smuku in superveleslalomu. Nekoliko slabši pa je bil vedno v veleslalomu. 
V svoji mladosti med starejšimi dečki je zmagal v slalomu na Pokalu Loka, na Češkem in pa dvakrat v Val d'Iseru (slalom in superveleslalom). Na mladinskih svetovnih prvenstvih je večje uspehe dosegal v slalomu in smuku. V teh dveh disciplinah se je uvrščal v prvo deseterico. V sezoni 2003/04 je blestel v Evropskem pokalu, kjer je zasedel 3. mesto v skupni slalomski razvrstitvi. Iz mladostnega obdobja je treba omeniti še tri uvrstitve na zmagovalni oder iz univerziad, 2001 Zakopane (Polska) 1.slalom, 2003 Trbiž (Italija) 2.mesto smuk, 2005 Innsbruck (Austria) 3.mesto slalom.
Ko se je pojavila super kombinacija, je dobil možnost nastopa tudi v smuku. Dobri rezultati v kombinacijskih smukih, poškodba hrbta in veliko veselje do vožnje v hitrih disciplinah, so ga pripeljali do ekipe za svetovni pokal v hitrih disciplinah, kjer se je lahko posvetil treningu le-teh s pomočjo vrhunskih trenerjev. 
V svetovnem pokalu je prvič opozoril nase na slalomu v Beaver Creeku 2004, kjer je zasedel 8. mesto. Ima tudi nekaj uspešnih nastopov v kombinaciji. Izpostaviti je treba 5. mesto v klasični kombinaciji v Kitzbuehelu 2006, 6. mesto v super kombinaciji  v Chamonixu 2006 ter 6. mesto v kombinaciji v Chamonixu 2004. Njegova najboljša uvrstitev v super veleslalomu v svetovnem pokalu je 12. mesto v Lake Louisu iz novembra leta 2006. Njegove najboljše uvrstitve v smuku za svetovni pokal so: 2. mesto v Kitzbuhlu 2010, 4. mesti v Kvitfjellu 2011 in Garmischu 2012, 5. mesto v Kvitfjellu 2010, 6. mesto v Bormiu 2011,  7. mesto v Kitzbuehelu 2012 in 7. mesto v Wengnu 2013.  
Šporn je za Slovenijo nastopil na Zimskih olimpijskih igrah 2006 v Torinu in na Zimskih olimpijskih igrah 2010 v Vancouvru. V Torinu 2006 je nastopil v smuku, superveleslalomu in v alpski kombinaciji. V smuku je osvojil 31. mesto, v superveleslalomu je končal na 15. mestu, v kombinaciji pa je bil 30. V Vancouvru 2010 je nastopil v smuku, superveleslalomu in v alpski kombinaciji. V smuku in kombinaciji je odstopil, v superveleslalomu je končal na 18. mestu in v veleslalomu je bil na 25. mestu. Na svetovnem prvenstvu leta 2011 v Garmisch-Partenkirchu je osvojil v superveleslalomu 20. mesto, v smuku pa 6. mesto.